# Lillbodtjärnen, Jämtland
Lillbodtjärnen är en sjö i Krokoms kommun i Jämtland och ingår i Indalsälvens huvudavrinningsområde.